# Casa Pelegrí Güell
La casa Pelegrí Güell és un edifici del municipi de Vilafranca del Penedès (Alt Penedès) protegit com a bé cultural d'interès local.

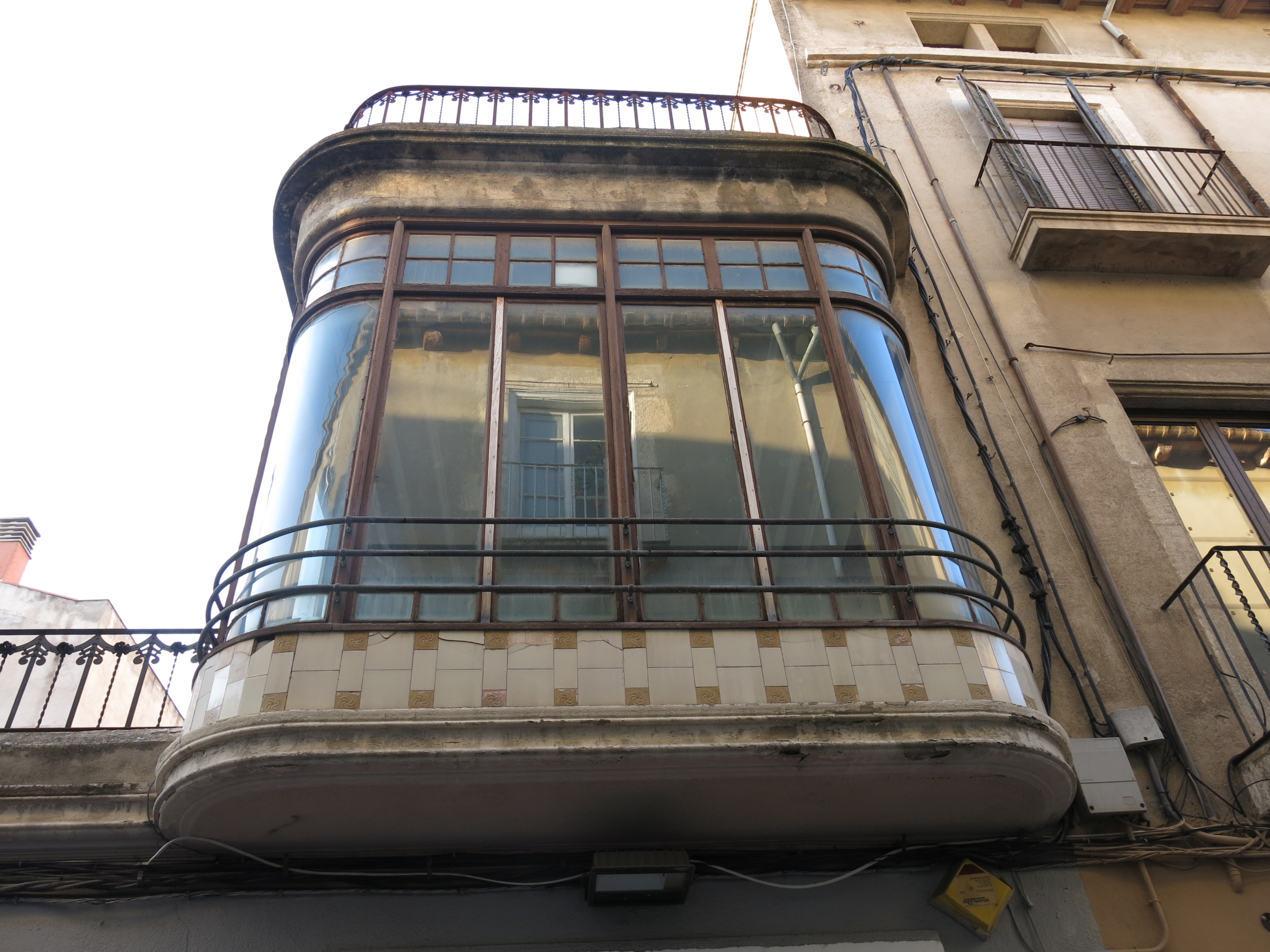
Detall de la tribuna

## Descripció
És una casa entre mitgeres i de tres crugies, i consta de planta baixa, dos pisos i golfes. La coberta és a dues aigües i de teula àrab. Cal destacar la porta d'accés d'arc carpanell així com el vestíbul. Ha patit successives reformes i ampliacions durant el segle xix que han fet variar el seu aspecte inicial. La mostra més remarcable de les quals és la tribuna en angle amb terrat superior situada en un dels costats. L'interès fonamental d'aquesta obra és el seu valor tipològic.